# No Good Woman
No Good Woman – czwarty album studyjny brytyjskiej grupy glam rockowej Geordie. Wydanie zawiera utwory nagrane w poprzednich składach zespołu oraz z innymi wykonawcami.

## Lista utworów
| 1.  | "No Good Woman" (Ditchburn, Malcolm)                       | 4:00  |
|     |                                                            |       |
| 2.  | "Wonder Song" (Ditchburn, Malcolm)                         | 5:04  |
|     |                                                            |       |
| 3.  | "Going to the City" (Rootham, Johnson, Robson)             | 3:27  |
|     |                                                            |       |
| 4.  | "Rock'n'Roll Fever" (Danova, Voice, Yellowstone)           | 3:02  |
|     |                                                            |       |
| 5.  | "Ain't it a Shame" (Ditchburn, Malcolm)                    | 3:47  |
|     |                                                            |       |
| 6.  | "Give it all you got" (Malcolm)                            | 4:47  |
|     |                                                            |       |
| 7.  | "Show Business" (Malcolm)                                  | 2:59  |
|     |                                                            |       |
| 8.  | "You've got it" (Malcolm)                                  | 5:36  |
|     |                                                            |       |
| 9.  | "Sweet Little Rock'n'Roller" (Danova, Howdar, Yellowstone) | 3:00  |
|     |                                                            |       |
| 10. | "Victoria" (Malcolm)                                       | 3:28  |
|     |                                                            |       |
| 11. | "Dollars - Deutsche Marks" (Johnson, Co.Durhan)            | 2:48  |
|     |                                                            |       |
| 12. | "I remember" (Hill, Johnson)                               | 4:01  |
|     |                                                            |       |
|     |                                                            | 45:59 |
|     |                                                            |       |

## Wykonawcy
- Brian Johnson – śpiew (utwory 3, 4, 9, 11, 12)
- Dave Ditchburn – śpiew
- Vic Malcolm – gitara, śpiew
- Tom Hill – gitara basowa
- Brian Gibson – perkusja, instrumenty perkusyjne
- Frank Gibbon – gitara basowa
- Derek Rootham – gitara
- Dave Robson – gitara basowa
- Davy Whittaker – perkusja
- George Defty – perkusja
- Alan Clark – instrumenty klawiszowe